# Скрентонський армійський боєприпасний завод
Скрентонський армійський боєприпасний завод(САБЗ) (англ. Scranton Army Ammunition Plant (SCAAP)) — це підприємство Об’єднаного командування боєприпасів (JMC) армії США, яке виробляє металеві снаряди великого калібру та мінометні снаряди для Міністерства оборони.
Виробництво 155-мм снарядів значно зросло наприкінці 2022 року через потреби війни в Україні.

## Можливості
Можливості заводу з виготовлення металевих частин боєприпасів, артилерійських і мінометних снарядів включають; кування, механічна обробка, термообробка, зварювання, фосфатування та фарбування, оздоблення, а також руйнівний і неруйнівний контроль.
Деякі снаряди, вироблені САБЗ: 155 мм і 105 мм артилерійські снаряди, включаючи M795, M107 і PGU-45/B HE (M1 HF1) для вертольота AC-130 ВПС; 120-мм міномет ( M120 / M121 ) снаряди, M931 FRTC, M933/934 HE, M930/983 Illum., M929 WP дим; і 5"/54 (5 дюймів) морський гарматний снаряд.
САБЗ також може виробляти 8-дюймові та 175-мм артилерійські снаряди, подібні до тих, що використовуються в гаубиці M110 і самохідній артилерії M107 ; які були вилучені Сполученими Штатами, але використовуються деякими іншими країнами, включаючи деякі союзники Сполучених Штатів, включаючи Тайвань.

## Історія
Простір, на якому розташований САБЗ, спочатку був створений в 1908 році як завод зі встановлення та ремонту парових локомотивів. САБЗ існував там у 1953 році і управлявся US Hoffman. У 1963 році Chamberlain Manufacturing став діючим підрядником. У 2006 році експлуатацію об’єкта взяла на себе компанія General Dynamics, Ordnance and Tactical Systems від Chamberlain, яка залишається діючим підрядником. Вибрані будівлі на заводі включені до Делавер, Лакаванна та Western Railroad Yard-Dickson Manufacturing Co. Site і додані до Національного реєстру історичних місць у 1990 році 

### Нагороди
У 2007 році САБЗ разом з багатьма іншими армійськими заводами з виробництва боєприпасів і складами боєприпасів отримали нагороду AMC (Army Materiel Command) Superior Unit Award. У 2012 році САБЗ отримав другу нагороду командування матеріально-технічного забезпечення сухопутних військ США.
САБЗ було нагороджено екологічною нагородою Секретаря армії 2011 року за сталість – промислове встановлення, будучи єдиною установкою Об’єднаного командування боєприпасами, яка отримала цю нагороду. Нагорода відзначає зусилля в галузі науки про навколишнє середовище та сталого розвитку, як найвищу відзнаку в цій галузі, яку вручає армія Сполучених Штатів, обіцяючи скоротити споживання енергії на 25% протягом наступних десяти років, причому САБЗ вже скоротив споживання електроенергії та газу на 18,4%. % порівняно з 2010 фінансовим роком, а також захоплення та повторне використання понад 3 100 000 гал. США (12 000 000 л; 12 000 м3)  , що прирівнюється до скорочення споживання води на 37% за період 2011-2012 фінансових років; зменшення викидів парникових газів і забруднення; а також заміна матеріалів і заміна для зменшення фосфату цинку в його виробництві.
У 2016 році Міністерство енергетики США нагородило САБЗ премією Better Plants Goal Achievement Award за досягнення мети скорочення споживання енергії, встановленої в 2011 році; САБЗ пообіцяв скоротити споживання енергії на 25% протягом наступних десяти років. На початку 2016 року САБЗ перевищив цю ціль, досягнувши скорочення на 32% порівняно з базовим 2009 роком.

## Виробничі потужності
САБЗ розміщений на 15.3 акрах (6.2 га) із сімома будівлями та складською потужністю 495 000 квадратних футів (46 000 м2).
Об’єкти САБЗ мають ряд основних можливостей кування та механічної обробки, включаючи:
- Дев'ять обертових стрічкових зварювальних апаратів 155 мм M795
- 5 ковальських пресів (3 газові печі з обертовим подом і 3 електроіндукційні печі)
- 4 жими носом
- 5 систем печей для термічної обробки (включаючи невеликі партії)
- Понад 120 токарних верстатів з гідравлічним трейсером і ЧПК
- 2 автоматичні лінії нанесення покриттів (фосфат цинку та ґрунтовка та фарба)

САБЗ має стрибкоподібну потужність, яка може дозволити їй збільшити обсяг виробництва та потужність у короткий термін, якщо або коли виникне потреба, із зазначеною потужністю 1 000 000 металевих виробів ; деякі з цих потужностей були активовані у 2022 році через потреби війни в Україні 

## Акредитація та сертифікація
Скрентонський армійський боєприпасний завод має такі акредитації та сертифікати:
- ISO 9001 (з 1997) [1]
- ISO 14001:2015 - Системи управління навколишнім середовищем [9]
- ISO 50001:20011(e)/ANSI/MSE 50021 Системи енергоменеджменту та чудова енергоефективність (SEP) [1]
  - У січні 2013 року САБЗ успішно пройшов чотириденний сертифікаційний аудит ANSI/MSE 50021 [12]